# 天鷹酒造
天鷹酒造（てんたかしゅぞう）は、栃木県大田原市に本社を持つ日本酒の酒造会社。会社組織は株式会社。

## 概要
商品群の多くを辛口とする伝統を引き継ぎながら、近年では原料に有機米や有機麹を使用して他社製品との差別化を図っている。酒蔵自体が有機JAS認定事業者の資格を有している。「有機純米大吟醸天鷹」が2017年5月18日発表の全国新酒鑑評会で金賞を受賞。

## 沿革
- 1914年（大正3年）- 初代尾崎元一が、東京神田佐久間町にて「尾崎商店」として問屋業を始める。
- 1914年（大正3年）- 栃木県湯津上村で「蛭畑酒造合資会社」醸造を開始。
- 1931年（昭和6年）- 「蛭畑酒造合資会社」改め、「尾崎商店酒造部」となる。
- 1953年（昭和28年）- 日本酒造協会関東信越支部第一回清酒品評会にて優等賞を受賞。「天鷹酒造株式会社」として法人化。本社を湯津上村とし、神田佐久間町は東京支店とする。
- 1956年（昭和31年）- 「全国新酒品評会」にて優等賞を受賞。
- 1970年（昭和45年）-「純米大吟醸　天鷹心」の前身である「生粋無添加清酒　天鷹心」を発売。

- 1981年（昭和56年）-「大吟醸　ふるさとの絆」の前身である「吟醸　ザ・サケ」を発売。
- 1982年（昭和57年）- 初のYK35商品、「大吟醸　あらばしり」を発売。現在の「大吟醸　三割五分磨」の前身。
- 1984年（昭和59年）- Ａ地区産山田錦の契約栽培が始まる。
- 1985年（昭和60年）- 越後杜氏から南部杜氏となる。
- 1987年（昭和62年）- 全国新酒鑑評会金賞受賞。
- 1988年（昭和63年）- 関東信越国税局酒類鑑評会にて第一位入賞。
- 2005年（平成17年）- 有機認定事業者となる。
- 2009年（平成21年）- 全国新酒鑑評会13年連続入賞、内8年連続金賞受賞となる。
- 2010年（平成22年）- 有機食品で、EUとの同等性認証における日本初の同等性認証を得る。
- 2013年（平成25年）- 有機日本酒で、EU・アメリカの有機認証取得。
- 2017年（平成29年）-「有機純米大吟醸　天鷹」が全国新酒鑑評会において日本で初めて有機日本酒として金賞を受賞。
- 2018年（平成30年）- 有機専門の農地所有適格法人「天鷹オーガニックファーム株式会社」設立。

## 商品群
商品はいずれも2022年1月現在。商品のほとんどに天鷹の冠が与えられている。

### 有機日本酒
- 有機純米大吟醸「天鷹」
- 有機純米酒「天鷹」
- 有機純米吟醸「天鷹 五百万石」
- 有機純米大吟醸「天鷹 五百万石」
- 有機純米「天鷹 スパークリング生酒」
- 有機純米大吟醸「天鷹 槽搾り原酒」
- 有機純米大吟醸「天鷹 雫取原酒」

### 純米大吟醸／大吟醸
- 純米大吟醸「天鷹 夢ささら槽搾り原酒」
- 純米大吟醸「天鷹心 初しぼり」
- 有機純米大吟醸「天鷹」
- 純米大吟醸「天鷹心 生酛」
- 有機純米大吟醸「天鷹 槽搾り原酒」
- 純米大吟醸「天鷹 吟翔」
- 大吟醸「天鷹三割五分磨」
- 大吟醸「天鷹ふるさとの絆」
- 純米大吟醸「天鷹心 生酒」
- 純米大吟醸「天鷹心」

### 純米吟醸／吟醸
- 純米吟醸原酒「天鷹 夢ささら ひやおろし生詰」
- 純米吟醸「天鷹 夢ささら」

### 純米酒
- 辛口特別純米「天鷹 しぼりたて生酒」
- 辛口特別純米酒「天鷹にごり酒」
- 辛口特別純米酒「天鷹 ひやおろし生詰」
- 特別純米酒「天鷹 純金箔入」
- 辛口特別純米「天鷹 瑞穂の郷」

### 本醸造酒
- 特別本醸造「天鷹 しぼりたて生酒」
- 辛口特別本醸造「天鷹【鷹の爪団】」
- 辛口特別本醸造「天鷹 生酒」
- 辛口特別本醸造「天鷹」

### 普通酒
- 「旨辛天鷹」

### 焼酎
- 純酒粕取焼酎「天鷹 五年古酒」43度
- 純酒粕取焼酎「天鷹」25度

### 蜂蜜酒
- 天鷹「檸檬&蜂蜜」
- 天鷹「林檎&蜂蜜」
- 天鷹「蜂蜜酒」

### リキュール
- 純酒粕取焼酎仕込「天鷹 本格梅酒」